# Merremia subpalmata
Merremia subpalmata är en vindeväxtart. Merremia subpalmata ingår i släktet Merremia och familjen vindeväxter.

## Underarter
Arten delas in i följande underarter:
- M. s. subpalmata
- M. s. tenuisecta